# Hubschrauberträger

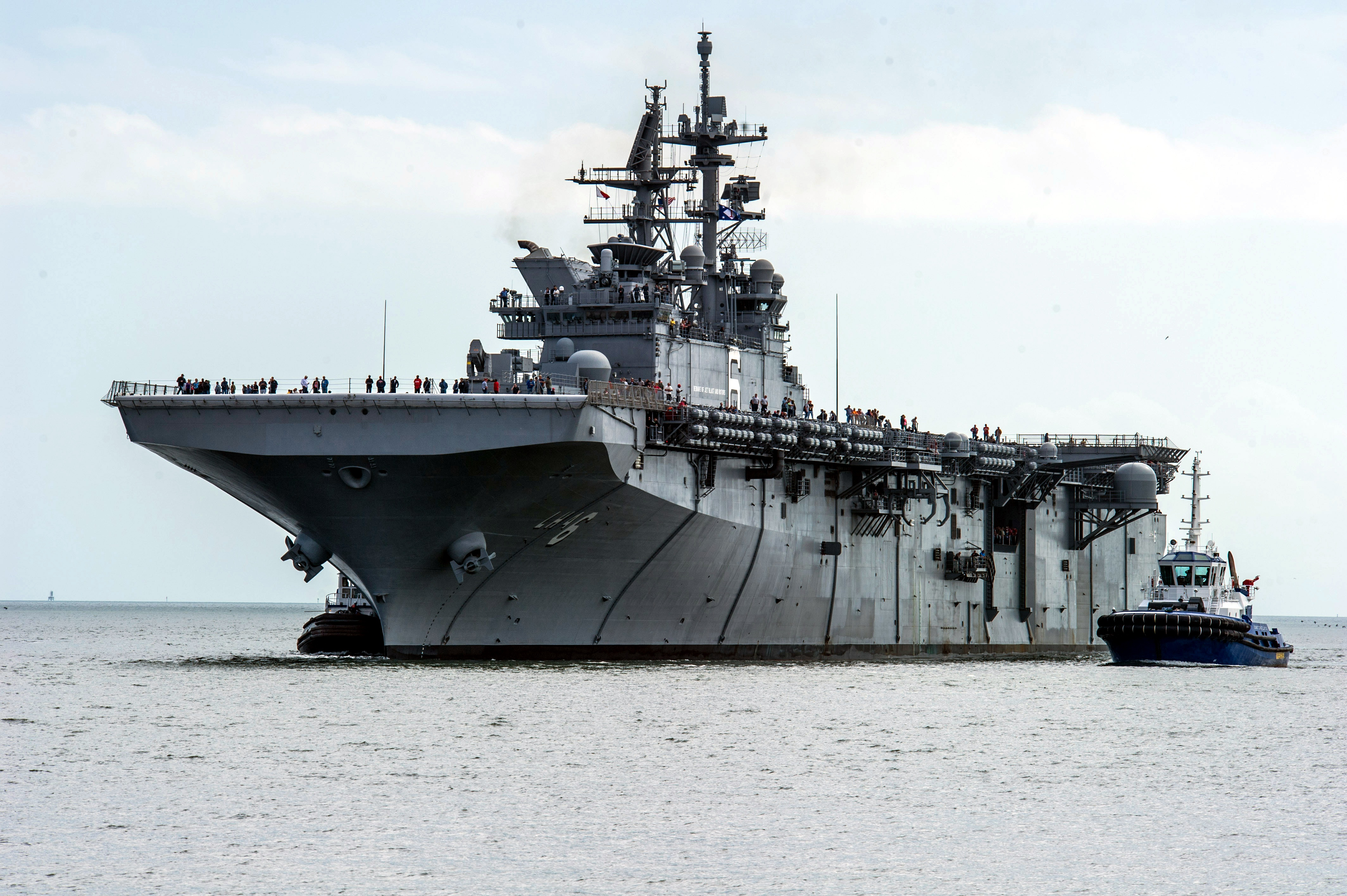
Hubschrauberträger USS America

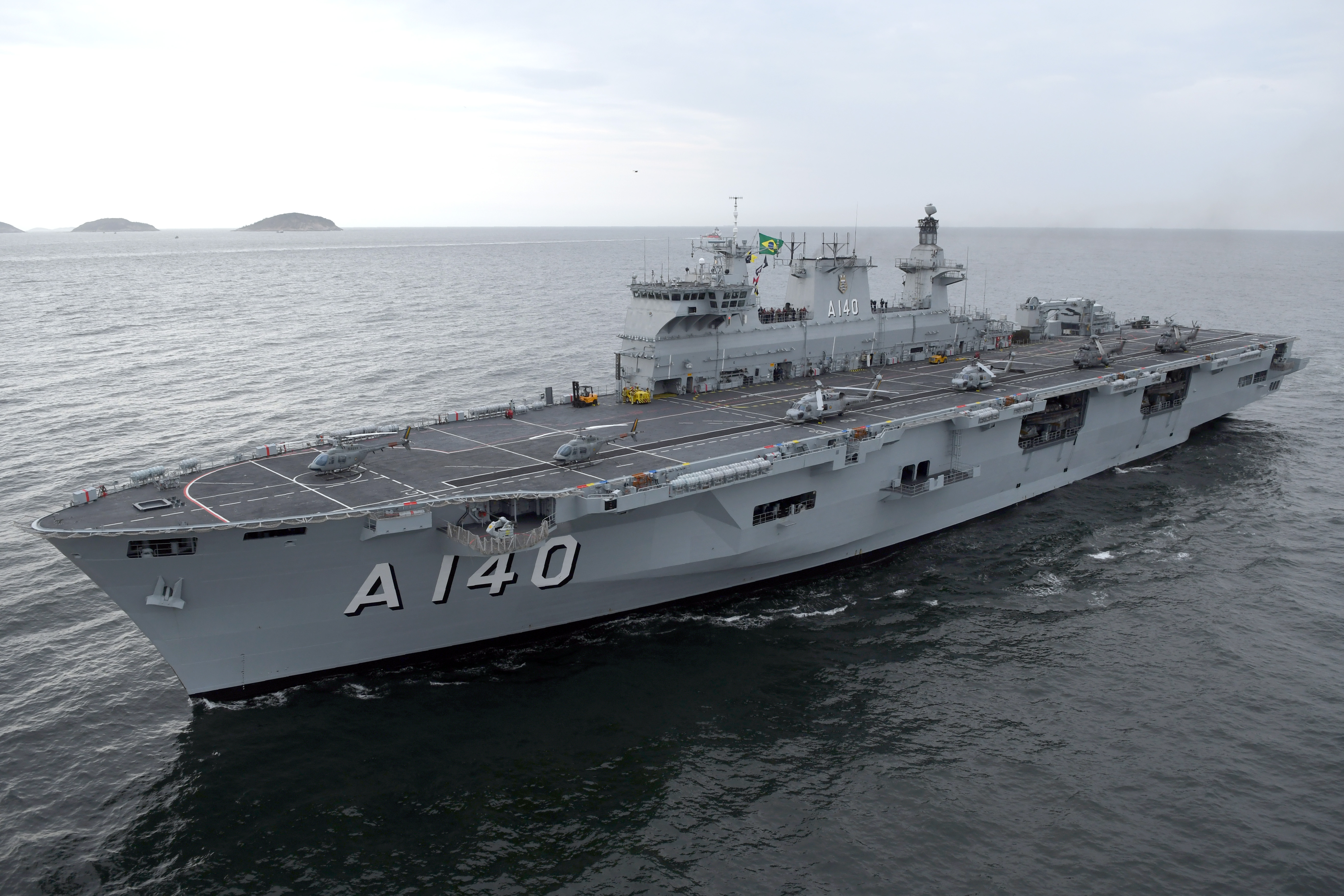
Brasilien Hubschrauberträger Atlantico

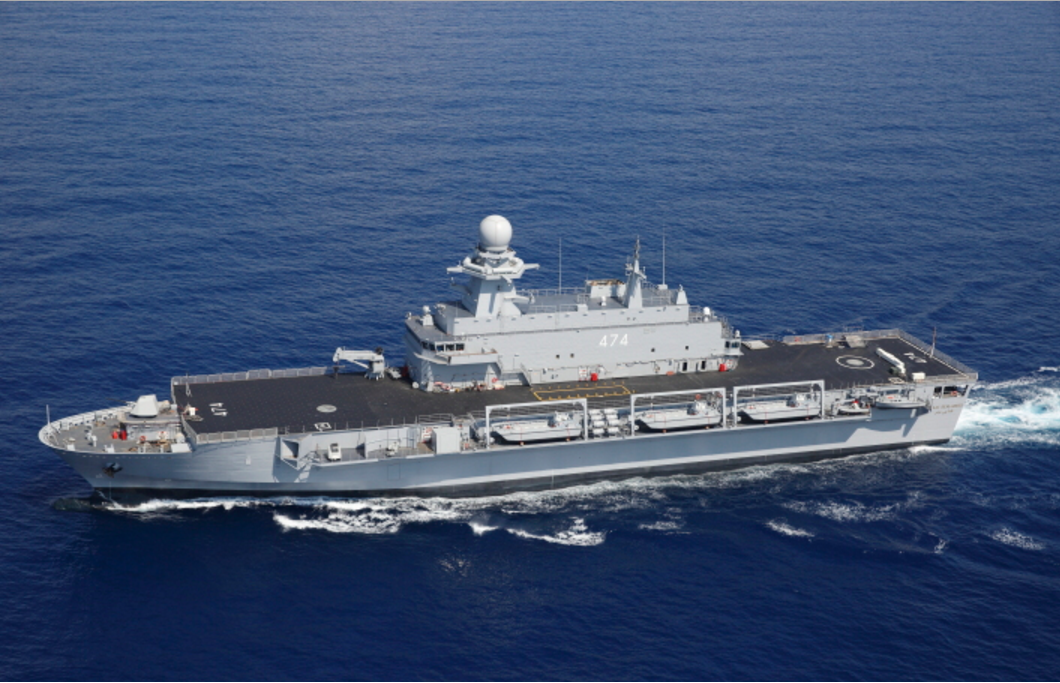
Hubschrauberträger der Algerischen Marine der San-Giorgio-Klasse

Hubschrauberträger sind Kriegsschiffe mit einem meist durchgängigen Flugdeck für Hubschrauber. Allgemein wird zwischen Hubschrauberträgern mit internem Schwimmdock (LHD) und mit externen Laderampen (LPH) unterschieden. Zentrales Element jedes Trägers ist der unter dem Deck befindliche Hangar, in dem die Hubschrauber gewartet und repariert werden können. Im Vergleich zu CTOL-Flugzeugträgern sind Hubschrauberträger deutlich kleiner, können aber die Größe von STOVL-Flugzeugträgern erreichen, denen sie häufig in ihrer Grundkonstruktion ähneln.

## Aufgabe
Hubschrauberträger werden in der Regel im Rahmen der amphibischen Kriegsführung als Landungsschiffe eingesetzt. Hierbei werden Soldaten bei Landeoperationen nicht nur per Hubschrauber, sondern auch mit Landungsbooten an Land gebracht. Diese werden bei LHDs in internen Schwimmdocks und bei LPHs über Rampen am Heck oder an der Seite beladen. Die Schiffe verfügen auch über Einrichtungen, um große Mengen an Landungstruppen zu transportieren. Die Träger der Vereinigten Staaten und Großbritanniens verfügen außerdem über komplett ausgestattete Kommandozentralen, von denen aus auch große Operationen geleitet werden können. Ferner werden Hubschrauberträger auch für die U-Jagd verwendet (z. B. japanische Hyūga-Klasse).
Einige Hubschrauberträger führen  eine begrenzte Anzahl von STOVL-Kampfflugzeugen mit, wobei es sich jedoch um eine sekundäre Funktion handelt. Mit Einführung des Wandelflugzeugs V-22 Osprey kam ein weiteres trägertaugliches Flugzeugmodell hinzu, das von praktisch allen Hubschrauberträgern operieren kann. Auch wenn die Einführung der V-22 zunächst nur bei den US-Streitkräften erfolgte, kam es im Rahmen internationaler Kooperationen zu Testlandungen amerikanischer Maschinen auf Schiffen anderer Nationen.
Umgekehrt ordnen viele Marinen ihren STOVL-Flugzeugträgern eine sekundäre Rolle als Hubschrauberträger zu. Ausschlaggebend für die offizielle Klassifizierung ist in beiden Fällen jedoch stets die primäre Aufgabe des Schiffes.

## Beispiele
- Atlantico, Brasilien
- Juan Carlos I, Spanien
- America-Klasse, USA
- Mistral-Klasse, Frankreich
- Moskwa-Klasse, Russland
- Hyūga-Klasse, Japan
- Dokdo-Klasse, Südkorea
- Izumo-Klasse, Japan
- Typ 075, China[1]